# Ratö Dewachen
| Tibetische Bezeichnung                    |
| ----------------------------------------- |
| Tibetische Schrift: ར་སྟོད་བདེ་བ་ཅན          |
| Wylie-Transliteration: ra stod bde ba can |
| THDL-Transkription: Ratö Dewachen         |
| Chinesische Bezeichnung                   |
| Vereinfacht: 惹堆极乐寺                   |
| Pinyin:Redui Jile si                      |

 Ratö Dewachen  (tib. ra stod bde ba can) oder Ratö-Kloster (tib. ra stod dgon pa) ist ein altes Kloster des tibetischen Buddhismus im Nyetang-Gebiet von Lhasa in Zentraltibet. Im Jahr 1205 begann Gya Chingruwa mit seinem Bau. Ngog Loden Sherab (tib. rngog lo blo ldan shes rab) hatte an diesem Ort gewirkt. Es wurde später als eines der Sechs großen buddhistischen Klöster von Ü Tsang bezeichnet. Es zählte zu den berühmten Studienstätten für buddhistische Logik und Metaphysik.
Das Kloster liegt auf dem Gebiet des Dorfes Ratö der Gemeinde Nyethang des Kreises Qüxü (Chushul) der bezirksfreien Stadt Lhasa des Autonomen Gebiets Tibet der Volksrepublik China.
Sherab Rinchen ist Verfasser eines Werkes über das Kloster, des (chin.) Redui Nieleixue《惹對攝類學 / 惹对摄类学》.

### Nachschlagewerke
- Zang-Han da cidian. Peking 1985
- Gyurme Dorje: Tibet handbook: with Bhutan (Rato Monastery)